# 'E mimose/'O mese 'e maggio
'E mimose/'O mese 'e maggio, pubblicato nel 1969, è un singolo del cantante italiano Mario Trevi.

## Descrizione
Il disco contiene due brani inediti di Mario Trevi.

## Tracce
Lato A
- 'E mimose  (Palomba-Alfieri)

Lato B
- 'O mese 'e maggio   (Palomba-Alfieri)

## Incisioni
Il singolo fu inciso su 45 giri, con marchio Durium (QCA 1397).
Direzione arrangiamenti: M° Eduardo Alfieri.